# Marek Ženíšek
Marek Ženíšek (ur. 26 listopada 1978 w Pilźnie) – czeski polityk, politolog, nauczyciel akademicki i samorządowiec, były wiceprzewodniczący partii TOP 09, deputowany do Izby Poselskiej, od 2024 minister ds. nauki, badań naukowych i innowacji.

## Życiorys
Absolwent wydziału humanistycznego na Uniwersytecie Zachodnioczeskim w Pilźnie (2001) oraz politologii na wydziale nauk społecznych Uniwersytetu Karola w Pradze (2003). W 2006 doktoryzował się na pierwszej z tych uczelni. W 2003 został nauczycielem akademickim na Uniwersytecie Zachodnioczeskim w Pilźnie, sprawował funkcję prodziekana jednego z wydziałów (2018–2019).
W latach 2005–2009 był związany z KDU-ČSL. W 2006 został radnym dzielnicy Pilzno 3. W 2009 współtworzył ugrupowanie TOP 09, sprawował funkcję jego wiceprzewodniczącego. Zajmował stanowiska wiceministra sprawiedliwości (2008–2011) oraz wiceministra zdrowia (2012–2013). W 2012 wybrano go na radnego kraju pilzneńskiego. W latach 2013–2017 po raz pierwszy wykonywał mandat deputowanego. W 2018 został dyrektorem wykonawczym powiązanego ze swoją partią think tanku TOPAZ. W 2020 ponownie został radnym kraju pilzneńskiego, objął następnie stanowisko zastępcy hetmana kraju. W wyniku wyborów w 2021 powrócił w skład Izby Poselskiej.
W maju 2024 objął stanowisko ministra ds. nauki, badań naukowych i innowacji w rządzie Petra Fiali, zastępując na tej funkcji Helenę Langšádlovą.